# Полоцкое сельское поселение
По́лоцкое се́льское поселе́ние — муниципальное образование в Кизильском районе Челябинской области Российской Федерации. В рамках административно-территориального устройства муниципальное образование  соответствует административно-территориальной единице Полоцкий сельсовет.
Административный центр — село Полоцкое.

## История
Статус и границы сельского поселения установлены Законом Челябинской области от 17 сентября 2004 года № 276-ЗО «О статусе и границах Кизильского муниципального района и сельских поселений в его составе»

## Население
| 2002  | 2010  | 2011  | 2012  | 2013  | 2014  | 2015  |
| ----- | ----- | ----- | ----- | ----- | ----- | ----- |
| 2474  | ↘1969 | ↘1965 | ↘1909 | ↘1840 | ↘1806 | ↘1739 |
| 2016  | 2017  | 2018  | 2019  | 2020  | 2021  |       |
| ↘1661 | ↘1606 | ↘1577 | ↘1549 | ↘1508 | ↗1560 |       |

## Состав сельского поселения
| № | Населённый пункт | Тип населённого пункта       | Население |
| - | ---------------- | ---------------------------- | --------- |
| 1 | Каменный         | посёлок                      | ↘185      |
| 2 | Новинка          | посёлок                      | ↘177      |
| 3 | Полоцкое         | село, административный центр | ↘1194     |
| 4 | Савлатова        | хутор                        | ↘7        |
| 5 | Чапаевский       | посёлок                      | ↘141      |
| 6 | Черкасы          | посёлок                      | ↘265      |